# Langsdorfia franckii
Langsdorfia franckii is een vlinder uit de familie van de houtboorders (Cossidae). De wetenschappelijke naam van de soort is voor het eerst geldig gepubliceerd in 1824 door Hübner.